# Ренцано (Бреша)
Ренцано је насеље у Италији у округу Бреша, региону Ломбардија.
Према процени из 2011. у насељу је живело 281 становника. Насеље се налази на надморској висини од 182 м.